# Campionati del mondo di ciclismo su pista 2018 - Keirin maschile
La gara di keirin maschile ai campionati del mondo di ciclismo su pista 2018 si è svolta il 1º marzo 2018.

## Risultati

### Primo turno
Si qualificano per il secondo turno il vincitore di ogni batteria, gli altri si qualificano per i ripescaggi.

#### Batteria 1
| Posizione | Atleta           | Nazione       | Gap    | Note |
| --------- | ---------------- | ------------- | ------ | ---- |
| 1         | Maximilian Levy  | Germania      |        | Q    |
| 2         | Andriy Vynokurov | Ucraina       | +0.078 |      |
| 3         | Vasilijus Lendel | Lituania      | +0.253 |      |
| 4         | Yuta Wakimoto    | Giappone      | +0.319 |      |
| 5         | Sam Webster      | Nuova Zelanda | +3.340 |      |

#### Batteria 2
| Posizione | Atleta         | Nazione       | Gap    | Note |
| --------- | -------------- | ------------- | ------ | ---- |
| 1         | Joachim Eilers | Germania      |        | Q    |
| 2         | Joseph Truman  | Regno Unito   |        |      |
| 3         | Yudai Nitta    | Giappone      | +0.448 |      |
| 4         | Eddie Dawkins  | Nuova Zelanda | +0.515 |      |
| 5         | Jean Spies     | Sudafrica     | +0.569 |      |

#### Batteria 3
| Posizione | Atleta              | Nazione       | Gap    | Note |
| --------- | ------------------- | ------------- | ------ | ---- |
| 1         | Jack Carlin         | Regno Unito   |        | Q    |
| 2         | Pavel Kelemen       | Rep. Ceca     | +0.027 |      |
| 3         | Maximilian Dörnbach | Germania      | +0.140 |      |
| 4         | Juan Peralta        | Spagna        | +0.328 |      |
| 5         | Kang Shih-feng      | Taipei cinese | +0.666 |      |

#### Batteria 4
| Posizione | Atleta            | Nazione   | Gap    | Note |
| --------- | ----------------- | --------- | ------ | ---- |
| 1         | Matthew Glaetzer  | Australia |        | Q    |
| 2         | Tomoyuki Kawabata | Giappone  | +0.160 |      |
| 3         | Santiago Ramírez  | Colombia  | +0.406 |      |
| 4         | Patryk Rajkowski  | Polonia   | +0.426 |      |
| 5         | François Pervis   | Francia   | +2.127 |      |

#### Batteria 5
| Posizione | Atleta           | Nazione     | Gap    | Note |
| --------- | ---------------- | ----------- | ------ | ---- |
| 1         | Matthijs Büchli  | Paesi Bassi |        | Q    |
| 2         | Muhammad Sahrom  | Malaysia    | +0.125 |      |
| 3         | Hugo Barrette    | Canada      | +0.664 |      |
| 4         | David Sojka      | Rep. Ceca   | +0.792 |      |
| 5         | Quentin Lafargue | Francia     | +0.894 |      |

#### Batteria 6
| Posizione | Atleta            | Nazione       | Gap    | Note |
| --------- | ----------------- | ------------- | ------ | ---- |
| 1         | Fabián Puerta     | Colombia      |        | Q    |
| 2         | Jordan Castle     | Nuova Zelanda | +0.081 |      |
| 3         | Azizulhasni Awang | Malaysia      | +0.526 |      |
| 4         | Harrie Lavreysen  | Paesi Bassi   | +1.470 |      |

### Ripescaggio
Il vincitore di ogni batteria si qualifica per il secondo turno.

#### Batteria 1
| Posizione | Atleta            | Nazione   | Gap    | Note |
| --------- | ----------------- | --------- | ------ | ---- |
| 1         | Andriy Vynokurov  | Ucraina   |        | Q    |
| 2         | Azizulhasni Awang | Malaysia  | +0.035 |      |
| 3         | François Pervis   | Francia   | +0.103 |      |
| 4         | David Sojka       | Rep. Ceca | +0.913 |      |

#### Batteria 2
| Posizione | Atleta           | Nazione       | Gap    | Note |
| --------- | ---------------- | ------------- | ------ | ---- |
| 1         | Hugo Barrette    | Canada        |        | Q    |
| 2         | Patryk Rajkowski | Polonia       | +0.100 |      |
| 3         | Joseph Truman    | Regno Unito   | +0.132 |      |
| 4         | Kang Shih-feng   | Taipei cinese | +4.219 |      |

#### Batteria 3
| Posizione | Atleta           | Nazione       | Gap     | Note |
| --------- | ---------------- | ------------- | ------- | ---- |
| 1         | Juan Peralta     | Spagna        |         | Q    |
| 2         | Pavel Kelemen    | Rep. Ceca     | +0.034  |      |
| 3         | Sam Webster      | Nuova Zelanda | +18.502 |      |
| 4         | Santiago Ramírez | Colombia      | +0.111  |      |

#### Batteria 4
| Posizione | Atleta              | Nazione       | Gap    | Note |
| --------- | ------------------- | ------------- | ------ | ---- |
| 1         | Tomoyuki Kawabata   | Giappone      |        | Q    |
| 2         | Eddie Dawkins       | Nuova Zelanda |        |      |
| 3         | Maximilian Dörnbach | Germania      | +0.169 |      |
| 4         | Jean Spies          | Sudafrica     | +1.987 |      |

#### Batteria 5
| Posizione | Atleta           | Nazione  | Gap    | Note |
| --------- | ---------------- | -------- | ------ | ---- |
| 1         | Yuta Wakimoto    | Giappone |        | Q    |
| 2         | Vasilijus Lendel | Lituania | +0.124 |      |
| 3         | Muhammad Sahrom  | Malaysia |        |      |
| 4         | Quentin Lafargue | Francia  | +0.441 |      |

#### Batteria 6
| Posizione | Atleta           | Nazione       | Gap    | Note |
| --------- | ---------------- | ------------- | ------ | ---- |
| 1         | Harrie Lavreysen | Paesi Bassi   |        | Q    |
| 2         | Jordan Castle    | Nuova Zelanda | +0.344 |      |
| 3         | Yudai Nitta      | Giappone      | +0.459 |      |

### Secondo turno
Si qualificano per la finale i primi tre atleti di ogni batteria, gli altri si qualificano per la finale di consolazione.

#### Batteria 1
| Posizione | Atleta           | Nazione     | Gap    | Note |
| --------- | ---------------- | ----------- | ------ | ---- |
| 1         | Harrie Lavreysen | Paesi Bassi |        | Q    |
| 2         | Maximilian Levy  | Germania    | +0.068 | Q    |
| 3         | Fabián Puerta    | Colombia    | +0.094 | Q    |
| 4         | Matthew Glaetzer | Australia   | +0.144 |      |
| 5         | Yuta Wakimoto    | Giappone    | +0.245 |      |
| 6         | Juan Peralta     | Spagna      | +0.400 |      |

#### Batteria 2
| Posizione | Atleta            | Nazione     | Gap    | Note |
| --------- | ----------------- | ----------- | ------ | ---- |
| 1         | Matthijs Büchli   | Paesi Bassi |        | Q    |
| 2         | Jack Carlin       | Regno Unito | +0.197 | Q    |
| 3         | Tomoyuki Kawabata | Giappone    | +0.214 | Q    |
| 4         | Hugo Barrette     | Canada      | +0.249 |      |
| 5         | Andriy Vynokurov  | Ucraina     | +0.671 |      |
| 6         | Joachim Eilers    | Germania    | +1.367 |      |

### Finali

#### Finale di consolazione
| Posizione | Atleta           | Nazione   | Gap    | Note |
| --------- | ---------------- | --------- | ------ | ---- |
| 7         | Matthew Glaetzer | Australia |        |      |
| 8         | Andriy Vynokurov | Ucraina   | +0.101 |      |
| 9         | Yuta Wakimoto    | Giappone  | +0.143 |      |
| 10        | Hugo Barrette    | Canada    | +0.144 |      |
| 11        | Juan Peralta     | Spagna    | +0.233 |      |
| 12        | Joachim Eilers   | Germania  | +1.219 |      |

#### Finale per l'oro
| Posizione | Atleta            | Nazione     | Gap    | Note |
| --------- | ----------------- | ----------- | ------ | ---- |
| 1         | Fabián Puerta     | Colombia    |        |      |
| 2         | Tomoyuki Kawabata | Giappone    | +0.043 |      |
| 3         | Maximilian Levy   | Germania    | +0.101 |      |
| 4         | Matthijs Büchli   | Paesi Bassi | +0.161 |      |
| 5         | Jack Carlin       | Regno Unito | +0.200 |      |
| 6         | Harrie Lavreysen  | Paesi Bassi | +0.827 |      |